# TRNKMet citidin acetiltransferaza
TRNKMet citidin acetiltransferaza (EC 2.3.1.193, YpfI, TmcA) je enzim sa sistematskim imenom acetil-KoA:(elongator tRNKMet)-citidin34 4-acetiltransferaza (ATP-hidrolizacija). Ovaj enzim katalizuje sledeću hemijsku reakciju
[elongator tRNKMet]-citidin34 + ATP + acetil-KoA {\displaystyle \rightleftharpoons } KoA + [elongator 4-acetilcitidin34 + ADP + fosfat
Ovaj enzim acetiluje pokretnu base C34 u CAU antikodonu elongaciono-specifičnog tRNKMet.

## Literatura
- Nicholas C. Price; Lewis Stevens (1999). Fundamentals of Enzymology: The Cell and Molecular Biology of Catalytic Proteins (Third изд.). USA: Oxford University Press. ISBN 019850229X.
- Eric J. Toone (2006). Advances in Enzymology and Related Areas of Molecular Biology, Protein Evolution (Volume 75 изд.). Wiley-Interscience. ISBN 0471205036.
- Branden C; Tooze J. Introduction to Protein Structure. New York, NY: Garland Publishing. ISBN 0-8153-2305-0.
- Irwin H. Segel. Enzyme Kinetics: Behavior and Analysis of Rapid Equilibrium and Steady-State Enzyme Systems (Book 44 изд.). Wiley Classics Library. ISBN 0471303097.

## Spoljašnje veze
- TRNAMet+cytidine+acetyltransferase на 